# Antonio Saura Atarés
Antonio Saura Atarés (Osca, 22 de setembre de 1930 - Conca, 22 de juliol de 1998) va ser un pintor i escriptor expressionista, d'influència surrealista, que va formar part del grup El Paso, grup molt influent de la pintura espanyola de la dècada del 1960. Era germà del director de cinema Carlos Saura Atarés.
Més enllà de la seva tasca pictòrica, Saura va realitzar un reguitzell de litografies, i il·lustracions per a obres literàries. També va publicar un seguit d'assajos d'art.

## Biografia
Va néixer a Osca el 22 de setembre de 1930. Saura va créixer durant la Guerra Civil Espanyola a cavall de Madrid, València i Barcelona. Empès per una malaltia de llarga durada i amb una formació autodidacta, va començar a pintar i a escriure l'any 1947, força influenciat pel surrealisme; es definia a si mateix “pintor però, sobretot, surrealista”. El 1953 va marxar a París, on va entrar en contacte amb el grup d'André Breton i on va conèixer, també, un llibre que va transformar la seva producció pictòrica: Un art autre, de Michel Tapié, en què es parla de la feina de Jackson Pollock, Wols (Wolfgang Schulze), Jean Dubuffet i Jean Fautrier. Durant aquest temps va seguir fent obres i exposant-les.
Després de la seva estada a París, l'any 1955 va tornar a Madrid i va abandonar el surrealisme, bo i mantenint-ne, però, alguns trets, sobretot en la composició i el gest pictòric: la voluntat de mostrar l'aspecte negatiu i monstruós de l'ésser humà, allò natural, allò violent i insistiu. El 1957, Saura, juntament amb Rafael Canogar, Manuel Millares, Luis Feito, Manuel Rivera, Martín Chirino, Manuel Viola i Pablo Serrano, va formar un grup anomenat El Paso, que es considerarà dipositari de les avantguardes històriques i representant de l'informalisme a Espanya. En aquell mateix any, el grup va fer una exposició a Barcelona a la mostra d'art Otro arte. Allí, Saura va conèixer Antoni Tàpies. Saura seria un membre actiu d'aquest grup del 1957 fins al 1960.
El 1964 va arraconar la pintura sobre tela per dedicar-se únicament a pintar sobre paper, i no hi va tornar fins als anys 80.

## Transformant la figura humana
El pintor aragonès mai no va abandonar la figura humana com a motiu, però sí que la va sotmetre a diverses deformacions i crucifixions, talment com havia fet a París quan va descobrir l'automatisme i l'expressionisme abstracte nord-americà. Un referent important per ell en la seva pintura van ser les obres de Goya, sobretot les pintures negres on, segons diu, s'allibera tot allò que és monstruós. La transició de la figuració cap a l'abstracció el permet de fer-hi aparèixer aquest mateix aspecte, el monstruós, associat de manera conceptual a tot allò irracional, fosc i intangible, i també a una tradició iconogràfica de la pintura espanyola, defensora de la modernitat i crítica amb les resistències culturals que la modernitat va trobar a Espanya i de la qual és Goya el màxim exponent. De les resistències i el conservadorisme ideològic, llur màxima expressió en serà el franquisme.

## L'expressionisme abstracte
Saura va ser un dels més grans cultivadors de l'expressionisme abstracte. En destaquen, sobretot, els seus Retrats imaginaris, espectres d'insistents ressonàncies afectives i obsessions odioses de l'artista: "El desig d'inundar els murs amb aquesta desfilada de fabulosos ancestres personals, la ressonància espacial i l'efectivitat pictòrica de l'elementalitat de taques negres damunt fons terrencs, el ressorgiment dels rostres fermadors i convulsos entre escumes i meduses, ¿no deu ser tot això tan important com ho és la referència implícita a la imatge detestada i a tot allò que significa? I, la necessitat d'alliberar-se així del pes de la història, ¿no deu ser, doncs, tan forta com ho és l'atracció persistent que provoquen determinades obres, i no pas necessàriament les millors, que sempre són clavades al museu personal de les obsessions?". I és que, en aquests quadres, s'hi alliberen monstres i temors: sembla una mena de teràpia, com si el fet de pintar monstres fes exorcitzar dimonis de dins seu i l'en alliberés, ja que controla la imatge de les seves pors, la corporalitat i la forma exterior. La figura hi queda reduïda als esquemes més elementals i l'empra tan sols com una ajuda endotèrmica mitjançant la qual porta un terme de felicitat a la necessitat de l'acció. Quan la imatge es recompon, la raó original es transporta als nous valors de l'espai.

## Obres destacades
De les seves obres, en destaquen:
- Els set pecats capitals.
- Retrat imaginari de Brigitte Bardot, 1962. És un oli sobre tela. El retrat imaginari de Brigitte Bardot, actriu francesa que és tot un mite de la caiguda dels tabús sexuals, es distribueix en diversos elements que el pintor rearticula cap a ell. La seva imatge és transformada i, així, disloca el mite.
- Messal·lina, 1959. És un oli sobre tela, pertanyent als corrents del transavantguardisme i a l'abstracció. Messal·lina ha transcendit a la història per ser una de les dones més promíscues de l'imperi romà. El seu matrimoni amb Claudi als setze anys no va impedir que desenvolupés una llibertat sexual escandalosa a pesar del seu minvat atractiu físic. El fet de voler reformar la moral i els costums iniciats per Claudi van topar amb la seva actitud, així que, aprofitant una escapada del seu marit, Messalina va casar-se amb un dels seus amants, Gai Sili. Quan l'emperador va assabentar-se'n, va fer-lo matar; Messal·lina, seguint aquest mateix destí, va ser morta per dos pretorians en braços de la seva mare.
- Correus (diversos). Són petits dibuixos i gravats d'art modern i abstraccionisme: Saura viatjava molt i escrivia moltes cartes per mantenir-se en contacte amb els seus éssers estimats, i ho aprofitava per pintar als sobres.
- Encreuaments (1983. Litografia)
- Personatge (1977). Oli, aquarel·la i "collage" sobre cartró.

## Premis
Aquest és un recull dels premis atorgats a Antonio Saura:
- 1960: Premi Guggenheim, Nova York
- 1964: Premi Carnegie
- 1979: Premi de la primera bienal gràfica europea (Ersten Europäischen Grafikbiennale), Heidelberg (Alemania)
- 1982: Medalla d'Or al Mèrit en les Belles Arts d'Espanya
- 1990: És nomenat "Officier de l'Ordre des Arts et des Lettres" (París)
- 1994: Premi Aragó a les Arts (Saragossa)
- 1995:
  - Grand Prix des Arts de la Ville de Paris
  - Premi Liberté (Sarajevo)
  - Las aventuras de Pinocho il·lustrat per Saura rep el Premi al Millor Llibre de l'Any.